# J Blakeson
Jonathan Blakeson, appelé J Blakeson, né le 2 mars 1977 à Harrogate dans le Yorkshire, est un réalisateur et scénariste britannique. Il est principalement connu pour avoir réalisé et scénarisé le film indépendant La Disparition d'Alice Creed (2009).

## Biographie
J Blakeson étudie le cinéma et la littérature à l'université de Warwick. Il met en scène deux courts métrages, avant de s'atteler à l'écriture et la réalisation de son premier long métrage, le thriller La Disparition d'Alice Creed, sorti en 2009. Il est alors nommé pour le prix de la révélation britannique par le London Film Critics Circle tandis que le magazine américain Variety le cite parmi les dix cinéastes à suivre en 2010. 
Fort de ce succès, il est choisi pour réaliser le film de science-fiction La Cinquième Vague (2016), adaptation du roman du même nom de Rick Yancey, paru en 2013.
Il réalise ensuite Gunpowder, une mini-série britannique créée par Ronan Bennett et Kit Harington sur la conspiration des Poudres du 5 novembre 1605. Elle est diffusée en 2017 sur BBC One.
Puis il met en scène la comédie noire I Care a Lot (2020) pour la plateforme Netflix.

## Filmographie

### Comme réalisateur
- 2009 : La Disparition d'Alice Creed (The Disappearance of Alice Creed)
- 2016 : La Cinquième Vague (The 5th Wave)
- 2017 : Gunpowder (mini-série)
- 2020 : I Care a Lot

### Comme scénariste
- 2005  : Vernic (court métrage)
- 2009 : The Descent 2 (The Descent: Part 2)
- 2009 : La Disparition d'Alice Creed (The Disappearance of Alice Creed)